# Rue Ternaux
La rue Ternaux est une voie du 11e arrondissement de Paris, en France.

## Situation et accès
La rue Ternaux est une voie publique située dans le 11e arrondissement de Paris. Elle débute au 48, rue de la Folie-Méricourt et se termine au 2 bis, rue Neuve-Popincourt.

## Origine du nom
Elle porte le nom du baron Guillaume Louis Ternaux (1763-1833), industriel et homme politique français.

## Historique
Cette voie est ouverte par ordonnance du 9 septembre 1829 sous le nom de « rue de la Petite-Voirie ».
Elle porta ensuite celui de « rue du Marché-Popincourt », à cause du voisinage de ce marché avant de prendre la dénomination de « rue Ternaux » par une ordonnance du 5 août 1844.